# Alejandro Sanz
Alejandro Sanz, nome d'arte di Alejandro Sánchez Pizarro (Madrid, 18 dicembre 1968), è un musicista, cantautore pop e ballada spagnolo.
Nel corso della sua carriera è stato riconosciuto con 4 Grammy Award e 22 Latin Grammy Awards, di cui tre nella categoria album dell'anno.
Dall'inizio della sua carriera ha pubblicato dodici album in studio, esordendo nove volte in vetta alla classifica spagnola, e numerosi singoli di successo, vendendo in tutto il mondo oltre 25 milioni di copie. Ha collaborato con numerosi artisti del panorama latino-americano, tra cui Shakira, Laura Pausini, Camila Cabello, Nicky Jam, Miguel Bosé, J Balvin, Ivete Sangalo, del panorama R&B/Soul, come Alicia Keys, Zucchero Fornaciari, Emeli Sandé e del panorama Rock come Michael Jackson e Roger Waters.

## Biografia
Secondo figlio di María Pizarro Medina di Alcalá de los Gazules, e Jesús Sánchez Madero di Algeciras, Sanz ha iniziato a suonare la chitarra quando aveva sette anni ed ha composto le sue prime canzoni tre anni più tardi. All'età di 16 anni, trasferitosi a Moratalaz nelle vicinanze di Pueblo Nuevo, ha iniziato a frequentare corsi di management. Allo stesso tempo, ha registrato il suo primo album.

### 1990-2000
Nel 1991, Sanz ha pubblicato il suo album di debutto, Viviendo deprisa, con Warner Brothers, diventando un cantante ben conosciuto in Spagna grazie alla sua hit Pisando fuerte. Ha pubblicato nel 1993 Si tú me miras, con contributi di Nacho Mañó, Chris Cameron, e Paco de Lucía. Ha registrato 3 a Venezia.
L'album successivo, Más (1997), lo avviò internazionalmente, con singoli famosi come Corazón partío e Amiga mía. È divenuto anche il più venduto in Spagna, con quasi 3 milioni di copie vendute. Nel 2001 ha pubblicato El alma al aire che raggiunse la Billboard 200 negli USA per la seconda volta, come fece Más prima. Il suo album del 2003 No es lo mismo ha vinto nel 2004 il Grammy Award per il miglior album pop latino.

### 2000-2010
Nel 2004 pubblica Grandes éxitos 91_2004 unendo i suoi più grandi successi con 2 inediti (Tú no tienes alma e Cuando sea espacio); questo disco gli varrà 2 Latin Grammy Awards:
"miglior disco dell'anno" e "miglior canzone dell'anno" con Tú non tienes alma.
Nel 2005, venne presentata al pubblico la canzone La tortura della cantante colombiana Shakira in duetto con Sanz, ottenendo un grande successo internazionale.
Nel 2006 esce El tren de los momentos, disco di inediti che gli farà vincere (2008) il Grammy come "Miglior disco pop latino".
Il 10 novembre del 2009 esce dopo la pubblicazione del primo singolo Looking for Paradise l'ottavo disco Paraíso Express, che contiene 10 canzoni scritte e prodotte da Sanz.

### 2010-presente
A giugno 2015 pubblica il duetto Un Zombie a la Intemperie insieme a Zucchero. Il brano è destinato al mercato italiano, come singolo di traino per l'uscita dell'album Sirope in Italia.
Nel 2016 torna a collaborare con il bluesman italiano, realizzando il testo del brano Hechos de sueños, versione spagnola di Fatti di sogni, contenuta in Black Cat, nuovo lavoro di inediti di Zucchero Fornaciari.
Ha venduto più di 25 milioni di copie dei suoi dischi in tutto il mondo e ha vinto 20 Latin Grammys e 3 Grammys americani.
Il 19 gennaio 2017 annuncia un unico concerto: Mâs es Más nello stadio Vicente Calderón di Madrid per celebrare i 20 anni del disco che lo ha reso famoso in tutto il mondo Más.
Il 29 marzo 2019 esce Mi persona favorita in collaborazione con Camila Cabello, primo estratto dal suo dodicesimo album, El Disco, pubblicato il 5 aprile successivo. L'album esordisce alla seconda della classifica messicana e alla prima posizione della classifica spagnola, ottenendo la doppia certificazione di disco di platino. Ai Latin Grammy Awards il progetto discografico viene nominato nella categoria album dell'anno, mentre la collaborazione vince il Latin Grammy Award alla registrazione dell'anno e alla migliore canzone pop. Ai Grammy Awards 2020 Sanz ottiene il suo quarto Grammy nella categoria Best Latin Pop Album.
L'album è stato seguito da una serie di concerti in Spagna, America Latina e USA, registrando in più occasioni il sold out. Il tour, chiamato "La Gira", si concluderà nel 2021 a causa della pandemia COVID-19 che ha costretto il cantante a spostare gran parte delle date previste per il 2020.

## Vita privata
Alejandro Sanz sposa il 30 dicembre 1999 la modella messicana Jaydy Michel. Il 28 luglio 2001 nasce la loro figlia, Manuela. I due divorziano nel dicembre del 2004.
Il 12 dicembre 2006, Sanz rende nota alla stampa l'esistenza di un figlio segreto di nome Alexander nato nel 2002 frutto di una relazione extraconiugale con Valeria Rivera, disegnatrice di moda. Intervistata dai media la Rivera chiede a Sanz di riconoscere legalmente il figlio e di stabilire un rapporto con lui.
Dal 2012 al 2019 ha intrapreso una relazione con Raquel Perera.
Nel luglio 2011 Sanz ha dato il benvenuto al suo terzo figlio, di nome Dylan, a New York. Dylan è il primo figlio della sua relazione con Raquel Perera, che ha sposato il 26 maggio 2012 a Jarandilla de la Vera (Cáceres). La coppia si è separata nel luglio 2019.
Alejandro Sanz ha anche un fratello che si chiama Jesús Sánchez Pizarro. Jesús ha un anno in più di Alejandro ed è il suo unico fratello. Pur avendo una famiglia numerosa, composta da molti cugini, zii, zie e nipoti, Jesús è il padre delle uniche due nipoti del cantante.
Nelle prime ore del 20 aprile 2012 sua madre, María Pizarro Medina, è morta per un attacco di cuore ed è stata cremata all'obitorio di Chiclana de la Frontera (Cadice).
Il 24 luglio 2014 Alejandro e la sua compagna danno il benvenuto alla figlia Alma presso la Clínica Ruber di Madrid.
Nel 2019 Alejandro ha annunciato la separazione dalla moglie Raquel Perera, dopo sette anni di matrimonio.
È stato coinvolto sentimentalmente con l'artista cubana Rachel Valdés, con la quale si è recato ai Latin Grammy Awards 2019 tenutisi nel novembre dello stesso anno, dove l'ha presentata ufficialmente, e sono rimasti insieme fino alla fine della loro relazione, nel maggio 2023, dopo tre anni e mezzo di frequentazione.

## Discografia

### Album
- Los chulos son pa' cuidarlos (1989) (sotto lo pseudonimo di Alejandro Magno)
- Viviendo deprisa (1991)
- Si tú me miras (1993)
- Básico (1994)
- Alejandro Sanz 3 (1995)
- Alejandro Sanz 3 in italiano (1995)
- Más (1997)
- El alma al aire (2000)
- MTV Unplugged (2001)
- No es lo mismo (2003)
- Grandes éxitos 91 04 (2004)
- El tren de los momentos (2006)
- Paraíso Express (2009)
- La música no se toca (2012)
- Sirope (2015)
- #El Disco (2019)

### Singoli
Da Viviendo deprisa:
- Los dos cogidos de la mano
- Pisando fuerte

Da Si tú me miras:
- Si tú me miras
- Como te echo de menos

Da 3:
- Quiero morir en tu veneno
- ¿Lo ves?
- Mi soledad y yo
- La fuerza del corazón

Da Más:
- Corazón partío
- Aquello que me diste
- Amiga mía
- Y, ¿si fuera ella?

Singoli con The Corrs:
- The Hardest Day
- Una noche

Da El alma al aire:
- Quisiera ser
- El alma al aire
- Cuando nadie me ve

Da MTV Unplugged:
- Y sólo se me ocurre amarte
- Aprendiz
- Toca para mí

Da No es lo mismo:
- No es lo mismo
- He sido tan feliz contigo
- Eso
- Try to Save Your Song
- Regálame la silla donde te esperé

Da El tren de los momentos:
- A la primera persona
- Enseñame tus manos
- Te lo agradezco pero no
- Donde convergemos
- En la planta de tus pies
- La Peleita
- Se lo dices tú
- Se Molestan
- Te quiero Te amo
- El tren de los momentos

Da Paraíso Express:
- Looking for Paradise (featuring Alicia Keys)
- Desde cuándo
- Nuestro amor será leyenda
- Lola Soledad

Da La música no se toca:
- No me compares
- Se vende
- Mi marciana

Singolo con Shakira: La tortura, US numero 23
Singolo con Lena: Tu corazón
Singolo con Paolo Vallesi:
- Veleno (di Sanz)
- Grande (di Vallesi)

Singolo con Zucchero Fornaciari:
- Uno zombie alle intemperie

## Videografia
- Noche buena con Alejandro Sanz (Concierto 3 1996) (Non disponibile in DVD)
- Tour Más 98, Palau Sant Jordi, Barcellona (1998)
- Los singles (1998)
- Los vídeos (1995)
- Gira El alma al aire LIVE Estadio Vicente Calderón, Madrid (2001)
- MTV Unplugged (2001)
- Gira No Es Lo Mismo, Pza. toros de las Ventas, Madrid(2004)
- Los videos 91_04
- El tren de los momentos (En vivo desde Buenos Aires, estadio River Plate, 2007)
- Desde cuándo (2010)
- Nuestro amor será leyenda (2010)
- DVD Especial TVE, conciertos "Teatro Compac" Gran Vía, Madrid.
- Concierto 3D Canal+ Palacio de los Deportes de Madrid. 5 y 6 de mayo de 2010, "Gira Paraiso".

## Riconoscimenti
1997
- Premio Amigo (Spagna) – miglior artista maschile
- Premio Ondas (Spagna) – miglior artista nazionale
- Premios de la Música (Spagna): miglior artista nazionale

1998
- Premio Amigo (Spagna) – tributo speciale
- Premio Ondas (Spagna) – miglior canzone per Corazón partío

1999
- World Music Awards – Best Selling Spanish Artist

2000
- IFPI Platinum Awards per Más
- Premio Ondas (Spagna) – miglior artista spagnolo

2001
- Album dell'anno per El alma al aire
- IFPI Platinum Awards per El alma al aire
- MTV Video Music Awards – vincitore per El alma al aire
- 2nd Annual Latin Grammy Awards - canzone dell'anno (El alma al aire), album dell'anno (El alma al aire), album pop maschile (El alma al aire)

2002
- Premios de la Música (España): miglior canzone per Y sólo se me ocurre amarte, Miglior album per MTV Unplugged (Alejandro Sanz), miglior video per El alma al aire.
- 3rd Latin Grammy Aeards: album dell'anno per MTV Unplugged (Alejandro Sanz), canzone dell'anno per Y sólo se me ocurre amarte
- Premio Gardel (Argentina): miglior artista maschile, album dell'anno per MTV Unplugged (Alejandro Sanz).
- Premios Oye (México) - miglior artista maschile

2003
- Premio Lo Nuestro a la Música Latina (USA): nominato come miglior album pop dell'anno per MTV Unplugged (Alejandro Sanz)
- Billboard Awards USA): nominato dal popolo di internet

2004
- Billboard Awards (USA): nominato come Latin Pop Album dell'anno per No es lo mismo
- 46th Grammy Awards: Miglior album pop latino No es lo mismo
- 5th Latin Grammy Awards: Vincitore dell'anno per No es lo mismo, Album dell'anno per No es lo mismo, Canzone dell'anno per No es lo mismo, Miglior album pop maschile per No es lo mismo
- Premios Luna (México): Miglior artista pop spagnolo
- 3rd MTV Video Music Awards Latinoamérica 2004: nominato come Video dell'anno per No es lo mismo, nominato come Artista dell'anno, nominato come Miglior interprete, nominato come Miglior artista pop.

2005
- 6th Latin Grammy Awards: Vincitore dell'anno per Tú no tienes alma, Canzone dell'anno per Tú no tienes alma

2008
- 50th Grammy Awards: Miglior album pop latino per El tren de los momentos

2010
- 11th Latin Grammy Awards: Miglior album pop maschile per Paraíso Express